# Marie Vingtras
Marie Vingtras, née en 1972 à Rennes, est le pseudonyme d'une écrivaine française.
Elle emprunte son nom de plume à Arthur Vingtras, pseudonyme de la journaliste Séverine qui l'avait elle-même utilisé en hommage à Jules Vallès et au héros de sa trilogie Jacques Vingtras.
Marie Vingtras se fait connaître par son premier roman Blizzard publié en 2021 aux Éditions de l'Olivier, qui obtient plusieurs prix, dont le prix des libraires 2022.

## Biographie
Elle naît en 1972 à Rennes. Avocate à Paris, elle écrit sous une autre identité.

## Œuvre
Son premier roman Blizzard est remarqué et est retenu dans la sélection de plusieurs prix.
L'écriture de ce roman est inspirée de celle de Trailerpark de Russell Banks ou duTestament à l'anglaise de Jonathan Coe. « Dans une construction chorale, la romancière alterne en chapitres courts les voix intérieures des différents protagonistes, décrivant la violence des sentiments qui les traversent, à la hauteur des éléments qui se déchaînent ».
Son deuxième roman, Les Âmes féroces, l'histoire d'« un meurtre dans l'Amérique paisible [qui] dévoile les recoins noirs de la nature humaine », paraît en 2024. Le livre est lauréat du prix du roman Fnac 2024.

## Publications
- Marie Vingtras, Blizzard, Éditions de l'Olivier, 26 août 2021, 192 p. (ISBN 9782823617054).
Également publié en livre audio 1cd mp3, Audiolib 2022  (ISBN 9791035410070) et en poche aux éditions Points 2023  (ISBN 9782757894972).
- Marie Vingtras, Les Âmes féroces, Éditions de l'Olivier, 2024, 272 p. (ISBN 9782823621020, présentation en ligne)[6]

## Prix
- Coup de Cœur des Lycéens Fondation Prince Pierre de Monaco 2022[7]
- Prix des libraires 2022[8]
- Prix libr'à nous, prix des libraires francophones 2022[9]
- Prix Le Livre au cœur du Piémont cévenol[10]
- Prix Talents Cultura 2021[11]
- Prix du métro Goncourt 2022 pour Blizzard[12]
- Prix des lycéens et apprentis d'Auvergne-Rhône-Alpes 2023[13]
- Prix des lycéens et apprentis d'Île-de-France, département de l'Essonne, 2023[14]
- Prix du roman Fnac 2024[5]